# Pseudofentonia antiflavus
Pseudofentonia antiflavus är en fjärilsart som beskrevs av Alexander Schintlmeister 1997. Pseudofentonia antiflavus ingår i släktet Pseudofentonia och familjen tandspinnare. Inga underarter finns listade i Catalogue of Life.